# Station Aylesford
Aylesford is een spoorwegstation in Aylesford, Engeland. Het station werd op 18 juni 1856 geopend en is gelegen aan de Medway Valley Line.